# Olympische Sommerspiele 1980/Teilnehmer (Uganda)
| Gelbes Symbol für Goldmedaillen mit stilisierten Olympischen Ringen | Graues Symbol für Silbermedaillen mit stilisierten Olympischen Ringen | Braundes Symbol für Bronzemedaillen mit stilisierten Olympischen Ringen |
| ------------------------------------------------------------------- | --------------------------------------------------------------------- | ----------------------------------------------------------------------- |
| —                                                                   | 1                                                                     | —                                                                       |

Uganda nahm an den Olympischen Sommerspielen 1980 in Moskau, Hauptstadt der UdSSR, mit einer Delegation von 13 männlichen Sportlern teil.

## Medaillengewinner

### Silber
| Name        | Sportart | Wettkampf     |
| ----------- | -------- | ------------- |
| John Mugabi | Boxen    | Weltergewicht |

## Teilnehmer nach Sportarten

### Boxen
- Charles Lubulwa
Halbfliegengewicht: 9. Platz

- John Siryakibbe
Bantamgewicht: 5. Platz

- Geofrey Nyeko
Leichtgewicht: 9. Platz

- John Munduga
Halbweltergewicht: 9. Platz

- John Mugabi
Weltergewicht: Silber

- George Kabuto
Halbmittelgewicht: 9. Platz

- Peter Odhiambo
Mittelgewicht: 5. Platz

### Leichtathletik
- Silver Ayoo
400 Meter: Viertelfinale
4 × 400 Meter: Vorläufe

- Charles Dramiga
400 Meter: Vorläufe
4 × 400 Meter: Vorläufe

- John Akii-Bua
400 Meter Hürden: Halbfinale
4 × 400 Meter: Vorläufe

- Pius Olowo
4 × 400 Meter: Vorläufe

- Fidelis Ndyabagye
Weitsprung: In der Qualifikation ausgeschieden

- Justin Arop
Speerwerfen: 12. Platz